# Mark Janbroers
Mark Janbroers (ur. 28 czerwca 1973) – holenderski snowboardzista. Nie startował na igrzyskach olimpijskich. Jego najlepszym wynikiem na mistrzostwach świata jest 22. miejsce w snowcrossie na mistrzostwach w Berchtesgaden. Najlepsze wyniki w Pucharze Świata osiągnął w sezonie 1997/1998, kiedy to zajął 27. miejsce w klasyfikacji generalnej.
W 2001 r. zakończył karierę.

## Sukcesy

### Mistrzostwa Świata
| Miejsce | Dzień       | Rok  | Miejscowość          | Konkurencja       | Zwycięzca           |
| ------- | ----------- | ---- | -------------------- | ----------------- | ------------------- |
| 29.     | 27 stycznia | 1996 | Lienz                | Gigant            | Jeff Greenwood      |
| 34.     | 22 stycznia | 1997 | San Candido          | Gigant            | Thomas Prugger      |
| 32.     | 23 stycznia | 1997 | San Candido          | Slalom            | Bernd Kroschewski   |
| 38.     | 25 stycznia | 1997 | San Candido          | Slalom równoległy | Mike Jacoby         |
| 27.     | 13 stycznia | 1999 | Berchtesgaden        | Gigant            | Markus Ebner        |
| 50.     | 14 stycznia | 1999 | Berchtesgaden        | Gigant równoległy | Richard Richardsson |
| 23.     | 15 stycznia | 1999 | Berchtesgaden        | Slalom równoległy | Nicolas Huet        |
| 22.     | 17 stycznia | 1999 | Berchtesgaden        | Snowboardcross    | Henrik Jansson      |
| 85.     | 22 stycznia | 2001 | Madonna di Campiglio | Gigant            | Jasey-Jay Anderson  |
| 33.     | 24 stycznia | 2001 | Madonna di Campiglio | Gigant równoległy | Nicolas Huet        |
| 58.     | 26 stycznia | 2001 | Madonna di Campiglio | Slalom równoległy | Gilles Jaquet       |
| 41.     | 28 stycznia | 2001 | Madonna di Campiglio | Snowboardcross    | Guillaume Nantermod |

### Puchar Świata

#### Miejsca w klasyfikacji generalnej
- 1994/1995 - -
- 1995/1996 - 40.
- 1996/1997 - 39.
- 1997/1998 - 27.
- 1998/1999 - 88.
- 1999/2000 - 127.
- 2000/2001 - -

#### Miejsca na podium
1. Morioka – 19 lutego 1997 (Snowcross) - 1. miejsce